# National Rugby League 1973
La New South Wales Rugby Football League de 1973 fue la 66.ª edición del torneo de rugby league más importante de Australia.

## Formato
Los clubes se enfrentaron en una fase regular de todos contra todos, los cinco equipos mejor ubicados al terminar esta fase clasificaron a la postemporada.
Se otorgaron 2 puntos por el triunfo, 1 por el empate y ninguno por la derrota.

## Desarrollo

### Tabla de posiciones
| Pos. | Equipo                        | Encuentros | Encuentros | Encuentros | Encuentros | Tantos | Tantos | Tantos | Puntos |
| Pos. | Equipo                        | PJ         | PG         | PE         | PP         | F      | C      | Dif    | Puntos |
| ---- | ----------------------------- | ---------- | ---------- | ---------- | ---------- | ------ | ------ | ------ | ------ |
| 1    | Manly-Warringah Sea Eagles    | 22         | 17         | 1          | 4          | 500    | 226    | +274   | 35     |
| 2    | Cronulla-Sutherland Sharks    | 22         | 17         | 0          | 5          | 389    | 219    | +170   | 34     |
| 3    | St. George Dragons            | 22         | 15         | 0          | 7          | 372    | 213    | +159   | 30     |
| 4    | Newtown Jets                  | 22         | 14         | 0          | 8          | 358    | 224    | +134   | 28     |
| 5    | Canterbury-Bankstown Bulldogs | 22         | 12         | 1          | 9          | 369    | 269    | +100   | 25     |
| 6    | Eastern Suburbs               | 22         | 12         | 0          | 10         | 415    | 314    | +101   | 24     |
| 7    | South Sydney Rabbitohs        | 22         | 11         | 1          | 10         | 345    | 367    | -22    | 23     |
| 8    | North Sydney Bears            | 22         | 7          | 1          | 14         | 239    | 350    | -101   | 15     |
| 9    | Western Suburbs Magpies       | 22         | 7          | 0          | 15         | 310    | 414    | -104   | 14     |
| 10   | Balmain Tigers                | 22         | 7          | 0          | 15         | 254    | 495    | -241   | 14     |
| 11   | Parramatta Eels               | 22         | 6          | 0          | 16         | 275    | 492    | -217   | 12     |
| 12   | Penrith Panthers              | 22         | 5          | 0          | 17         | 272    | 525    | -253   | 10     |

|  | Postemporada. |

### Postemporada

#### Finales clasificatorias
| 25 de agosto | Cronulla-Sutherland Sharks | 18 - 0 | St. George Dragons |  |  |

| 26 de agosto | Newtown Jets | 13 - 2 | Canterbury-Bankstown Bulldogs |  |  |

#### Semifinales
| 1 de septiembre | Manly-Warringah Sea Eagles | 14 - 4 | Cronulla-Sutherland Sharks |  |  |

| 4 de septiembre | St. George Dragons | 5 - 8 | Newtown Jets |  |  |

#### Final preliminar
| 8 de septiembre | Cronulla-Sutherland Sharks | 20 - 11 | Newtown Jets |  |  |

#### Final
| 15 de septiembre | Manly-Warringah Sea Eagles | 10 - 7 | Cronulla-Sutherland Sharks | Sydney Cricket Ground, Sídney   |  |
|                  |                            |        |                            | Asistencia: 52.044 espectadores |  |

| Bandera de Australia               |
| Campeón Manly-Warringah Sea Eagles |
| Segundo título                     |